# Halloween (album)
Halloween je DVD-Audio CD format uživo albuma američkog glazbenika Franka Zappe, koji postumno izlazi u veljači 2003.g. Snimljeni materijal na kompilaciji varira iz vremena Zappinog nastupa u listopadu 1978. u "The Palladiumu" ( New York) i nastupa za praznik Noć vještica, a i video uradak snimljen je iz tog vremena. Ovaj set sadrži skladbu "Ancient Armaments", koja se na albumu prvi puta pojavljuje u digitalnom formatu. Omot albuma dosta nalikuje omotu iz 1969. Hot Rats.

## Popis pjesama
Sve pjesme napisao je Frank Zappa, osim gdje je drugačije naznačeno.

### Audio sadržaj
1. "NYC Audience" – 1:17
2. "Ancient Armaments" – 8:23
3. "Dancin' Fool" – 4:35
4. "Easy Meat" – 6:03
5. "Magic Fingers" – 2:33
6. "Don't Eat the Yellow Snow" – 2:24
7. "Conehead" – 4:02
8. "Zeets" (Vinnie Colaiuta) – 2:58
9. "Stink-Foot" – 8:51
10. "Dinah-Moe Humm" – 5:27
11. "Camarillo Brillo" – 3:14
12. "Muffin Man" – 3:32
13. "Black Napkins (The Deathless Horsie)" – 16:56

Skladba "Magic Fingers", urađena je zajedno s verzijom nastupa iz "Noći vještica" održanog 31. listopada 1978. i nastupa koji je održan 27. listopada u "The Palladiumu". Ostale skladbe dolaze s nastupa održanih:
- 27. listopada, prvi nastup — skladbe 10–12
- 27. listopada, drugi nastup — skladba 4
- 28. listopada, prvi nastup — skladba 7
- 31. listopada — skladbe 1, 2, 3, 6, 8, 9 i 13

### Dodatni sadržaj
- "Suicide Chump" – 9:31
  - Crno-bijeli video, snimljen u Capitol Theatru, Passaic, New Jersey 13. listopada 1978.
- "Dancin' Fool" – 3:48
  - Video u boji koji je preuzet sa Zappinog nastupa u New Yorku, 21. listopada 1978.
- Radio intervju – 9:41
  - Samo zvuk; obavljen na WPIX-TV-u zajedno s Mark Simoneom, 30. listopada 1978.

## Izvođači
- Frank Zappa – prva gitara, vokal
- Vinnie Colaiuta – bubnjevi
- Arthur Barrow – bas-gitara
- Patrick O'Hearn – bas-gitara
- Tommy Mars – klavijature
- Denny Walley – gitara, vokal
- Peter Wolf – klavijature
- Ed Mann – udaraljke
- L. Shankar – violina

## Vanjske poveznice
- Informacije na Lyricsu
- "The Halloween '78 Files"
- Halloween na zappa.com